# The Yellow Handkerchief
The Yellow Handkerchief är en film skriven av Pete Hamill och Erin Dignam och regisserad av Udayan Prasad som Kristen Stewart är med i. Filmen spelades in år 2008 men har ännu inte kommit ut i Sverige. Den släpptes den 11 april 2009 i Japan.